# Афродита (мини-албум)
Афродита је мини-албум српске поп певачице Еме Радујко, издат 2023. године за продуцентску кућу Seven Sky. На албуму се налазе два дуета са Албином. За све песме снимљени су музички спотови објављени на јутјуб каналу издавачке куће.

## Списак песама
| №  | Назив                 | Текст             | Музика         | Трајање |  |
| 1. | Иди ми, дођи ми       | Ајзи              | Албино (репер) | 2:32    |  |
| 2. | Тајно моја            | Адријано Ајзи     | Албино         | 2:36    |  |
| 3. | Жена фудбалера        | Ајзи, Оги         | Албино         | 2:54    |  |
| 4. | Коко бани             | Ајзи              | Албино         | 2:20    |  |
| 5. | Полу жена, полу мачка | Оги, Ајзи, Албино | Албино         | 2:32    |  |
| 6. | Да боли               | Ајзи              | Албино         | 2:29    |  |
| 7. | Тетовиран             | Андријано Кадовић | Албино         | 2:15    |  |